# Valle de Vegacervera
Valle de Vegacervera es una localidad española, perteneciente al municipio de Vegacervera, en la provincia de León y la comarca de la Montaña Central, en la Comunidad Autónoma de Castilla y León. 
Situado sobre el Arroyo Oblano, afluente del Arroyo de Valle, y este del Arroyo Coladilla, que lo es del Río Torío.
Los terrenos de Valle de Vegacervera limitan con los de Cármenes, Almuzara al norte, Valporquero de Torío al noreste, Vegacervera al este, Coladilla, Serrilla, Matallana de Torío, Robles de la Valcueva y Orzonaga al sureste, Llombera al sur, Huergas de Gordón, La Pola de Gordón y Santa Lucía de Gordón al suroeste, Villar del Puerto al oeste y Villasimpliz, Villamanín, Fontún de la Tercia, Velilla de la Tercia y Barrio de la Tercia al noroeste.
Perteneció al antiguo Concejo de Vegacervera.